# Cascades de Barbiano
Les cascades de Barbian (en allemand : Barbianer Wasserfälle) sont une série de cascades situées juste au-delà du village de Barbiano, au-dessus de Ponte Gardena, dans le Tyrol du Sud . 
Les cascades prennent forme dans le Rio Ganda (Ganderbach), qui prend naissance à une altitude de 2 000 mètres et se dirige vers la vallée, avec huit cascades dans un rocher de 200 m de haut. L'ensemble du bassin versant est composé de quartz porphyre, une roche volcanique formée il y a 300 millions d'années. 
Comme les sols de porphyre n'accumulent que peu d'eau, les chutes sont particulièrement spectaculaires après de fortes précipitations et en avril-mai, lorsque la neige fond dans les hautes montagnes. En été, les chutes inférieures peuvent être réduites à de petits ruisseaux, car l'eau est déviée pour irriguer les champs. 

## Accès

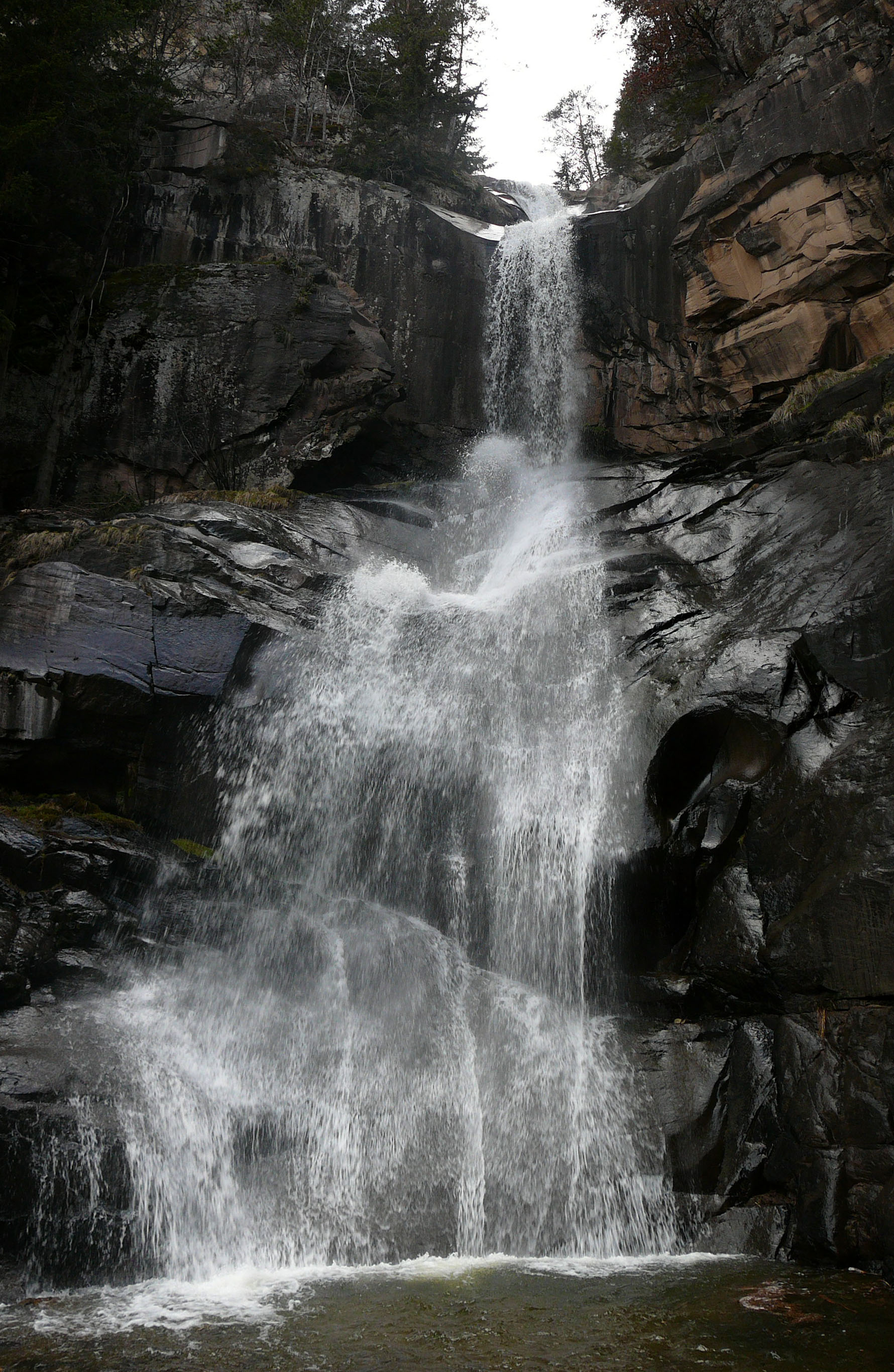
La cascade supérieure.

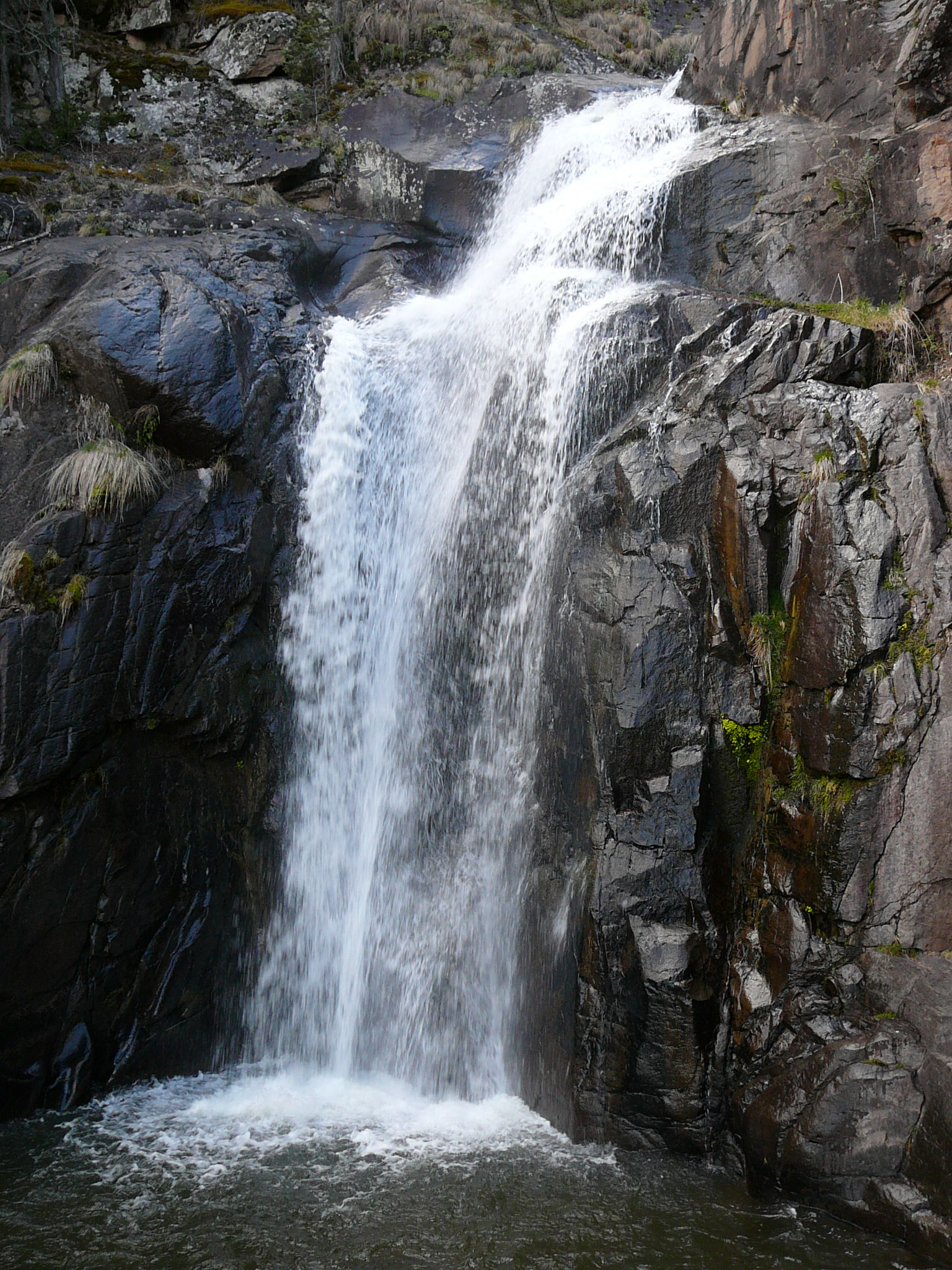
La cascade intermédiaire.

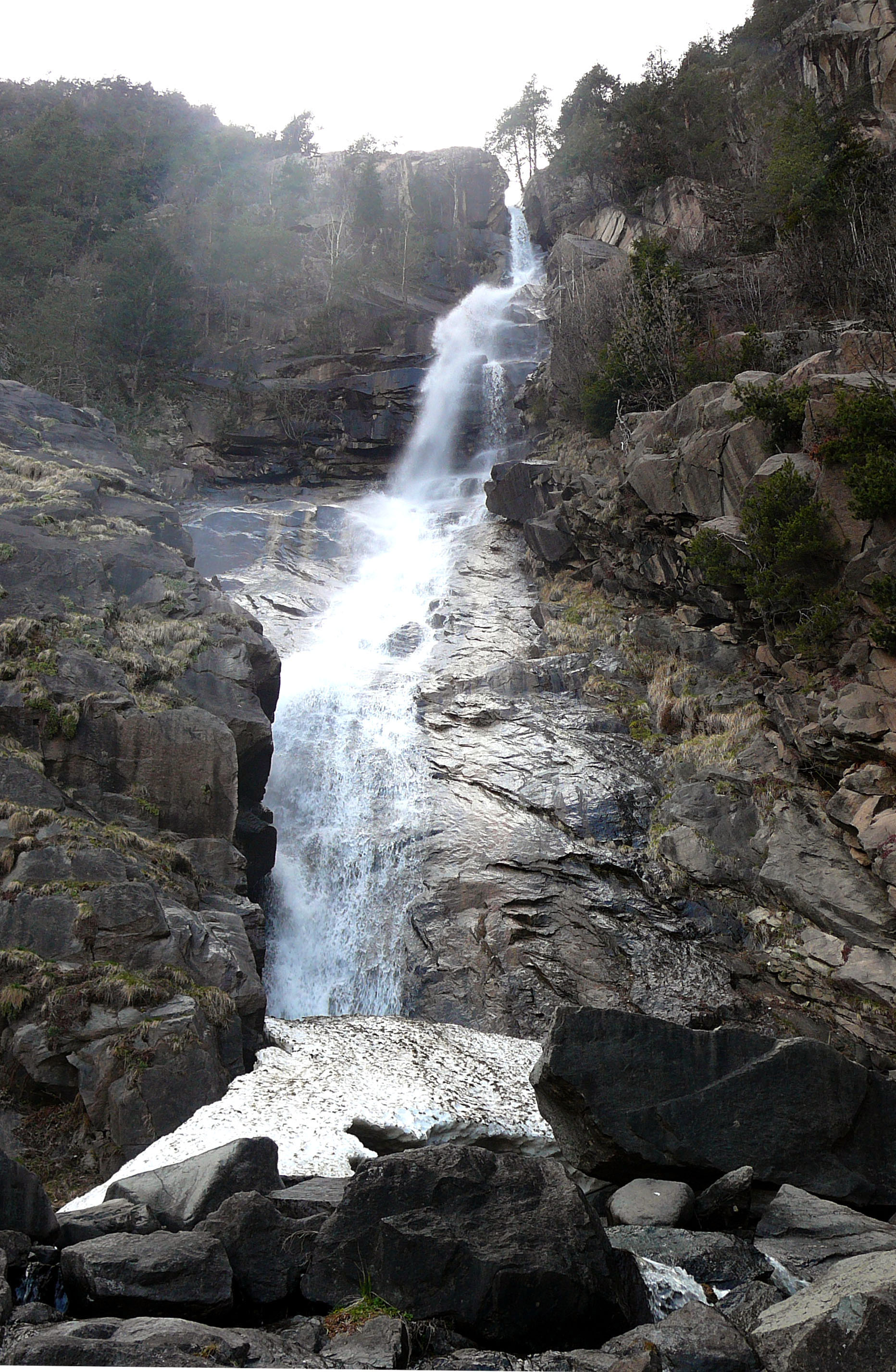
La cascade inférieure.

Pour atteindre les chutes, il faut d'abord atteindre le village de Barbiano. Vers la fin du village, il y a des parkings le long de la route et de là part le chemin (balisé rouge-blanc) qui mène aux chutes. 
Le meilleur itinéraire est de suivre les indications pour la cascade supérieure (Oberer Barbianer Wasserfall) et, une fois atteinte, de suivre le chemin pour voir les autres (environ deux heures et demie). 
Pour les moins désireux, il est préférable de suivre les indications pour la cascade inférieure (Unterer Barbianer Wasserfall), qui est aussi la plus spectaculaire. 
Quant au premier itinéraire, bien qu’à un moment donné, les panneaux indiquent le sentier comme « réservé aux experts », il ne s’agit que d’un sentier plat qui longe la montagne, légèrement exposé, mais ne nécessite aucune capacité, sauf une attention minimale.

## Les chutes
À Barbiano, il y a trois cascades : 
La cascade supérieure
Cette cascade est située à 1 215 m et, avec une hauteur de chute de 45 mètres, elle crée une forte impression visuel-acoustique ; 
La cascade intermédiaire
En réalité, cette cascade (Mittlerer Barbianer Wasserfall) comprend plusieurs cascades plus petites que les deux autres ; 
La cascade inférieure
Avec ses 85 mètres de chute, la chute inférieure, facilement accessible depuis Barbiano, fait partie des cascades les plus célèbres. D'énormes blocs de porphyre éparpillés sur le sol témoignent de la puissante force d'érosion. 

## Effets secondaires de la cascade
Le climat particulièrement sain de la cascade provient de la présence accrue d'ions oxygène : dans les maisons, il y a une concentration d'environ 100 ions par cm3, dans l'air de la ville d'environ 200, dans les zones de mer et de montagne, elle atteint environ 5 000 ions. 
Ceux-ci sont capables de lier les poussières fines et les gaz d'échappement, de stimuler le système immunitaire, d'agir positivement sur les muqueuses respiratoires, d'avoir des effets calmants sur le système neuro-végétatif et sur la circulation et ont généralement des effets stimulants sur tout l'organisme. La « thérapie en cascade » favorise les échanges gazeux au niveau des poumons et est indiquée pour les personnes souffrant d'allergies. 

## Accidents
Le 11 octobre 2010, une touriste germanique âgée de cinquante ans a glissé et est tombée de la cascade, effectuant un vol d'environ 20 mètres. Sauvée par Trentino Emergenza, la femme a survécu. 